# タラ・モス
タラ・レイ・モス（Tara Rae Moss、1973年10月2日 - ）は、カナダ及びオーストラリアの作家、テレビ司会者、ジャーナリスト、元モデル、ユニセフの「子どもの生存」大使。

## 経歴
1973年、カナダ・ブリティッシュコロンビア州ビクトリアにてオランダ系の両親の元に生まれる。祖父母は、第二次世界大戦中にナチスに支配されたオランダから逃げてきた。母ジャンニは1990年に多発性骨髄腫のため43歳で亡くなった。ジャンニは世界で造血幹細胞移植を受けた最初の100人の1人であった。モスのミステリ作品に登場する Mak Vanderwall はジャンニと同じ病気で母親を亡くしたという設定である。
14歳の時にモデルの仕事を始め、16歳になるとヨーロッパへの渡航回数が増えるが、長くは滞在しなかった。2014年に上梓したノンフィクション"The Fictional Woman" によると、21歳の時、バンクーバーでカナダ人俳優からレイプ被害に遭ったという。当時、ほとんどサポートを受けられなかったと語っている。後に加害者は多くの女性からレイプで告発され、友人の証言で有罪判決を下され、2年間刑務所に入った。
カナダ人男性マーティン・レジーとの結婚、オーストラリア人俳優マーク・ペネルとの結婚を経て、2009年にドイツ系オーストラリア人芸術家ゲルト・セルハイムを祖父に持つオーストラリア人の詩人・哲学者のバーント・セルハイムと3度目の結婚をした。2011年2月22日に長女サフィラが誕生した。2009年からニューサウスウェールズ州ブルー・マウンテンズで暮らしている。
ユニセフの「子どもの生存」大使、乳児の母乳育児を奨励するオーストラリアの後援団体の親善大使を、2000年からは聾唖の子どもを支援する団体 (RIDBC) の大使を務めている。シドニー大学でジェンダーと文化について学び、2014年にPhDを取得した。

## 作家としてのキャリア
モスの主な仕事は小説家、テレビ番組の司会者、ジャーナリストである。著作は18か国で12か国語に翻訳され出版されており、フェミニストのヒロイン・マケーデが活躍するミステリのシリーズはベストセラーになるなど評価も高い。2014年6月に上梓した初のノンフィクション"The Fictional Woman" はベストセラーのノンフィクション部門で第1位となったほか、『シドニー・モーニング・ヘラルド』誌でマスト・リード（読むべき作品）として取り上げられた。

## 作品リスト
| #  | 邦題                       | 原題                | 刊行年 | 刊行年月  | 訳者     | 出版社             | 備考             |
| -- | -------------------------- | ------------------- | ------ | --------- | -------- | ------------------ | ---------------- |
| 1  | 探偵モデル・マケーデ 偏愛  | Fetish              | 1999年 | 2010年3月 | 高月園子 | ヴィレッジブックス |                  |
| 2  |                            | Split               | 2002年 |           |          |                    |                  |
| 3  | 探偵モデル・マケーデ2 魔性 | Covet               | 2004年 | 2011年2月 | 高月園子 | ヴィレッジブックス |                  |
| 4  |                            | Hit                 | 2006年 |           |          |                    |                  |
| 5  |                            | Siren               | 2009年 |           |          |                    |                  |
| 6  |                            | The Blood Countess  | 2010年 |           |          |                    |                  |
| 7  |                            | The Spider Goddess  | 2011年 |           |          |                    |                  |
| 8  |                            | Assassin            | 2012年 |           |          |                    |                  |
| 9  |                            | The Skeleton Key    | 2012年 |           |          |                    |                  |
| 10 |                            | The Fictional Woman | 2014年 |           |          |                    | ノンフィクション |